# Tanusia decorata
Tanusia decorata är en insektsart som först beskrevs av Walker, F. 1870.  Tanusia decorata ingår i släktet Tanusia och familjen vårtbitare. Inga underarter finns listade i Catalogue of Life.